# Prekonozi
Prekonozi (en serbe cyrillique : Преконози) est un village de Serbie situé dans la municipalité d'Aleksinac, district de Nišava. Au recensement de 2011, il comptait 95 habitants.

## Démographie
| 1948 | 1953 | 1961 | 1971 | 1981 | 1991 | 2002 | 2011 |
| ---- | ---- | ---- | ---- | ---- | ---- | ---- | ---- |
| 618  | 617  | 566  | 431  | 325  | 245  | 173  | 95   |

|  |